# Coq de pêche
Pour les articles homonymes, voir Pêche.
Le Coq de pêche est le nom donné à certaines races de coqs dont certaines plumes présentent des caractéristiques recherchées dans la fabrication des mouches artificielles servant de leurre pour la pêche à la mouche.

## Origines
La plus ancienne trace de l'utilisation avérée de plumes de coq dans la fabrication de leurre pour la pêche, se trouve dans le Natura Animalium, où Élien (200 ap. J.-C.) décrit une technique de pêche macédonienne consistant à leurrer des "poissons tachetés" (probablement des truites fario) à l'aide d'hameçons recouverts de laine rouge et cerclés de plumes de coq.
Mais les contraintes liées tant à la fabrication des mouches qu'à l'esthétique nécessaire à l'imitation des insectes dont le poisson se nourrit, a sans aucun doute contraint très tôt les utilisateurs à sélectionner les animaux dont les plumes sont issues. Et donc à en faire l'élevage. Ainsi, dans le Manuscrit d'Astorga édité en Espagne en 1624 par Juan de Bergara sont décrites 33 mouches utilisant les plumes des coqs Indios et Pardos du Léon. Le coq du Limousin est lui aussi utilisé comme coq de pêche. Chacune des deux régions (Léon et Limousin) se dispute la préexistence de ses élevages depuis l'époque du Pèlerinage de Saint-Jacques-de-Compostelle.

### Sources
- Le Standard officiel des volailles (Poules, oies, dindons, canards et pintades), édité par la SCAF.